# 貝姬·希爾
蕾貝卡·克萊爾·希爾（英語：Rebecca Claire Hill；1994年2月14日—），英国歌手和词曲作家。她在英国好声音第一季憑與約翰·傳奇的合作歌曲普通人试镜后声名鹊起。她加入了洁西·J的团队并进入了比赛的半决赛。
2014年6月，希爾与奧利弗·黑尔登斯合作歌曲Gecko荣登英國單曲排行榜榜首，成为第一位（也是迄今为止唯一一位）获得英国冠军单曲的英国好声音參與者。2022年，她获得两项全英音乐奖提名，包括与大卫·库塔合作演唱的Remember获得英国年度歌曲奖提名，以及最佳舞蹈表演奖提名，她在2022年和2023年连续两年获得该奖项。

## 外部鏈接
- 貝姬·希爾的Instagram帳戶